# Parc Marie-Henriette
Le Parc Marie-Henriette (en néerlandais : Maria Hendrikapark) est un parc de la ville belge d'Ostende. Le parc — également appelé ’t Bosje par les habitants d'Ostende — a été créé à la demande du roi Léopold II, qui a d'abord voulu donner à ce nouvel espace vert le nom de Bois de Boulogne, en référence au célèbre parc paysager de la périphérie parisienne. Finalement, le parc a été nommé en l'honneur de son épouse la reine Marie-Henriette.

## Histoire
Le parc a été construit sur le site d'une parcelle de forêt sauvage, juste à l'extérieur des murs de la vieille ville, au sud de la caserne. La conception a été réalisée par l'architecte paysagiste allemand Édouard Keilig, renommé pour son art des jardins. Sur l'insistance du roi, le gouvernement belge abandonna le terrain sur lequel le parc avait été construit en 1886 : grâce à cet agrandissement, dessiné par Élie Lainé, le parc s'étendait désormais sur 27 hectares. Les premiers travaux ont été achevés en 1892. L'Avenue de la Reine relie désormais le parc à la digue et au Chalet Royal, selon une des volontés de Léopold II . Fin juillet 1892, l'avenue de la Reine et le parc Marie-Henriette furent officiellement ouverts.  
Les bâtiments ont transformé le parc en une zone de loisirs où les gens pouvaient marcher ou rouler sur les sentiers aménagés. Pour accroître encore l'attractivité, un café-restaurant a été construit sur l'île de l'étang, la « Laiterie Royale » (devenue « Koninginnehof » , et encore appelée populairement « 't Laiterietje »). Le sport et la culture ont également été pris en compte dans la construction du parc. Un deuxième établissement de boissons, lié à une association de tireurs, l'Armenonville, subsiste en 2021. Dans un hangar, autrefois utilisé par les sculpteurs des ponts du comte Paul de Smet de Naeyer, se trouvait un musée d'histoire, le musée Liebaert, disparu. Le long du canal du côté est, le club-house du club d'aviron local a été construit et n'a pas subsisté. Il existait aussi une école de natation Vrije Zwemmers Oostende (Nageurs libres Ostende), mais elle a également disparu lors de la récente rénovation. 
En 1896, la taille du parc a été doublée grâce la construction du Spiegelmeer et du Konijnenvijver. En 1913, des terrains de football et un stade cycliste ont été construits. En 1975-1977, l'hôpital du Sacré-Cœur a été construit à l'est du parc, aujourd'hui AZ Damiaan. Un nouveau château d'eau a été construit au milieu du parc. En 1967, une installation de loisirs a été ouverte à nouveau sur l'île dans le Koninginnevijver : le Koninginnehof comprenant un restaurant et une aire de jeux. Il existe également la possibilité de s'adonner au karting et d'utiliser des bateaux à rames. Le parc possède également un village de jeunes et un refuge pour animaux de l'association Croix Bleue. 
Entre 2003 et 2006, le parc a subi une rénovation complète. Un pont suspendu a été construit au-dessus du grand étang. Ce pont a été renommé le pont Nelson Mandela au début de 2014 en hommage à l'homme d'État sud-africain mort le 5 décembre 2013. Ensuite, on remarque la présence d'œuvres d'art contemporaines : « Trois Grâces » de Michael Ray Charles et « Zon-Anima-Animus » de Johan Tahon. 
La Journée du Parc est un événement annuel belge et néerlandais qui a lieu le dernier dimanche de mai ou le premier dimanche de juin . 